# Beate Schramm
Beate Schramm (21 giugno 1966) è un'ex canottiera tedesca.

## Palmarès

### Olimpiadi
- 1 medaglia:
  - 1 oro (Seul 1988 nel quattro di coppia)

### Mondiali
- 4 medaglie:
  - 4 ori (Nottingham 1986 nel due di coppia; Bled 1989 nel due di coppia; Tasmania 1990 nel due di coppia; Vienna 1991 nel due di coppia)